# Айбек Оралбай
Айбек Оралбай Рахатули (каз. Айбек Оралбай Рахатұлы, 11 червня 2000) — казахський боксер, чемпіон Азії, чемпіон літніх юнацьких Олімпійських ігор 2018.
Має брата-близнюка теж боксера Нурбека.

## Аматорська кар'єра
2018 року завоював срібну медаль на молодіжному чемпіонаті світу, а потім на юнацьких Олімпійських іграх став чемпіоном.
На чемпіонаті світу 2021 програв у другому бою Мадіяру Саїдрахімову (Узбекистан).
На чемпіонаті Азії 2022 став чемпіоном, здобувши у фіналі перемогу над Мадіяром Саїдрахімовим (Узбекистан).
На чемпіонаті світу 2023 у першому бою переміг Радослава Пантелеєва (Болгарія), а у другому програв Азіз Аббес Мухідіну (Італія).
У березні 2024 року на першому ліцензійному турнірі до Олімпійських ігор 2024 здобув чотири перемоги і кваліфікувався на Олімпійські ігри 2024. На Олімпійських іграх 2024 переміг Олайтана Олаоре (Нігерія) та програв Лорену Альфонсо (Азербайджан).